# Mieczysław Ziętek
Mieczysław Ziętek (ur. 20 marca 1921 w Wolnicy, zm. 21 grudnia 2013) – polski polityk, poseł na Sejm PRL VII i VIII kadencji.

## Życiorys
Uzyskał wykształcenie średnie zawodowe. W 1948 wstąpił do Polskiej Zjednoczonej Partii Robotniczej. Był dyrektorem Państwowego Gospodarstwa Rolnego w Giżycku. Członek Plenum Komitetu Powiatowego i członkiem Egzekutywy KP PZPR w Giżycku oraz członkiem Plenum Komitetu Gminnego PZPR w Giżycku. Przez trzy kadencje był radnym Wojewódzkiej Rady Narodowej. W 1976 uzyskał mandat posła na Sejm PRL VII kadencji w okręgu Suwałki. Zasiadał w Komisji Handlu Zagranicznego oraz w Komisji Rolnictwa i Przemysłu Spożywczego. W 1980 uzyskał reelekcję w tym samym okręgu. Zasiadał w Komisji Handlu Zagranicznego, Komisji Rolnictwa i Przemysłu Spożywczego oraz w Komisji Współpracy Gospodarczej z Zagranicą i Gospodarki Morskiej. Odznaczony Krzyżem Kawalerskim i Komandorskim Orderu Odrodzenia Polski.
Pochowany na cmentarzu komunalnym w Giżycku.